# Tirage des pièces de monnaie en euro
 (novembre 2019).
Le tirage des pièces de monnaie en euro, pour chaque année et chaque pièce, est présenté par pays dans cet article.

## Allemagne

### Pièces commémoratives de 2 euros
L’Allemagne a commencé en 2006 une série de 16 pièces commémoratives de 2 euros qui s'achèvera en 2021.
Les pièces sont émises à raison d'une par année dans les 5 ateliers différents : lettre A: Berlin; - D: Munich; - F: Stuttgart; - G: Karlsruhe; - lettre J: Hambourg.
L'année d'émission des pièces coïncide avec la présidence au Bundesrat du Land concerné.
- 2006 : 30 millions de pièces émises sur les 5 ateliers (porte de Holstein à Lubeck, Schleswig-Holstein) répartis ainsi :
  - atelier A : 6,17 millions
  - atelier D : 6,17 millions
  - atelier F : 7,37 millions
  - atelier G : 4,37 millions
  - atelier J : 6,47 millions
- 2007 : 30 millions de pièces émises sur les 5 ateliers (Traité de Rome) répartis ainsi :
  - atelier A : 1,14 million
  - atelier D : 12,01 millions
  - atelier F : 12,02 millions
  - atelier G : 4,37 millions
  - atelier J : 1,24 million
- 2007 : 30 millions de pièces émises sur les 5 ateliers (château de Schwerin, Mecklembourg-Poméranie) répartis ainsi :
  - atelier A : 1,21 million
  - atelier D : 12,01 millions
  - atelier F : 12,02 millions
  - atelier G : 4,37 millions
  - atelier J : 1,24 million
- 2008 : 30 millions de pièces émises sur les 5 ateliers (Union économique et monétaire)
  - atelier A : 6,08 millions
  - atelier D : 6,38 millions
  - atelier F : 7,28 millions
  - atelier G : 4,28 millions
  - atelier J : 6,38 millions
- 2008 : 30 millions de pièces émises sur les 5 ateliers (église baroque Saint-Michel, ville et État fédéré de Hambourg) répartis ainsi :
  - atelier A : 1,16 million
  - atelier D : 9,06 millions
  - atelier F : 9,76 millions
  - atelier G : 4,37 millions
  - atelier J : 6,46 millions
- 2009 : 30 millions de pièces émises sur les 5 ateliers (église Saint-Louis de Sarrebruck, Sarre)
  - atelier A : 6,16 millions
  - atelier D : 6,46 millions
  - atelier F : 7,36 millions
  - atelier G : 4,36 millions
  - atelier J : 6,46 millions
- 2010 : 30 millions de pièces émises sur les 5 ateliers (statue de Roland et hôtel de ville de Brême)
  - atelier A : 6,21 millions
  - atelier D : 6,51 millions
  - atelier F : 7,41 millions
  - atelier G : 4,41 millions
  - atelier J : 6,51 millions
- 2011 : 30 millions de pièces émises sur les 5 ateliers (cathédrale de Cologne, Rhénanie-du-Nord-Westphalie)
  - atelier A : 6,0 millions
  - atelier D : 6,3 millions
  - atelier F : 7,2 millions
  - atelier G : 4,2 millions
  - atelier J : 6,3 millions
- 2012 :
  - 30 millions de pièces émises sur les 5 ateliers (Château de Neuschwanstein, Bavière)
    - atelier A : 6,0 millions
    - atelier D : 6,3 millions
    - atelier F : 7,2 millions
    - atelier G : 4,2 millions
    - atelier J : 6,3 millions

  - 30 millions de pièces émises (10 ans de l'Euro)[2]
    - atelier A : 6,0 millions
    - atelier D : 6,3 millions
    - atelier F : 7,2 millions
    - atelier G : 4,2 millions
    - atelier J : 6,3 millions
- 2013 :
  - 30 millions de pièces émises sur les 5 ateliers (Monastère de Maulbronn, Bade-Wurtemberg)
  - 30 millions de pièces émises sur les 5 ateliers (50 ans du traité de l'Élysée - Pièces communes avec le tirage par la France)
- 2014 : 30 millions de pièces émises sur les 5 ateliers (Basse-Saxe)[3]
- 2015 : 4 millions de pièces émises sur les 5 ateliers (Hesse)[4]
- 2016 : 1 million de pièces émises sur les 5 ateliers (Saxe)[5]
- 2017 : ? millions de pièces émises sur les 5 ateliers (Rhénanie-Palatinat)
- 2018 : ? millions de pièces émises sur les 5 ateliers (Berlin)
- 2019 : ? millions de pièces émises sur les 5 ateliers (Saxe-Anhalt)
- 2020 : ? millions de pièces émises sur les 5 ateliers (Thuringe)
- 2021 : ? millions de pièces émises sur les 5 ateliers (Brandebourg)

## Autriche

### Pièces au modèle courant
| Pièces                 | 2002        | 2003        | 2004        | 2005        | 2006       | 2007        | 2008        |
| 1 centime d'euro       | 378 510 000 | 16 000 000  | 115 120 000 | 140 720 000 | 48 420 000 | 111 995 000 | 50 900 000  |
| 2 centimes d'euro      | 326 510 000 | 118 650 000 | 156 520 000 | 130 720 000 | 39 920 000 | 72 295 000  | 125 100 000 |
| 5 centimes d'euro      | 217 110 000 | 108 650 000 | 89 420 000  | 54 920 000  | 5 720 000  | 52 795 000  | 96 700 000  |
| 10 centimes d'euro     | 441 710 000 | 150 000     | 5 320 000   | 5 420 000   | 40 120 000 | 81 395 000  | 70 200 000  |
| 20 centimes d'euro     | 203 510 000 | 51 063 000  | 54 920 000  | 4 220 000   | 8 320 000  | 45 095 000  | 45 300 000  |
| 50 centimes d'euro     | 169 210 000 | 9 250 000   | 3 220 000   | 3 220 000   | 3 320 000  | 3 095 000   | 3 000 000   |
| 1 euro                 | 223 610 000 | 150 000     | 2 720 000   | 2 720 000   | 7 820 000  | 14 195 000  | 65 500 000  |
| 2 euros                | 196 510 000 | 4 829 000   | 2 620 000   | 120 000     | 2 420 000  | -           | 2 600 000   |
| 2 euros commémoratives | -           | -           | -           | 6 880 000   | -          | 8 905 000   | -           |

### Pièces commémoratives de 2 euros
- 2005 : 7 millions de pièces émises (50 ans du traité de création de l'État autrichien)
- 2007 : 9 millions de pièces émises (50 ans du Traité de Rome)
- 2009 : 5 millions de pièces émises (Union économique et monétaire)
- 2012 : 11,3 millions de pièces émises (10 ans de l'Euro)[2]

## Belgique

### Pièces au modèle courant
Le tableau ci-dessous présente les tirages des pièces en euro belges frappées par la Monnaie Royale de Belgique.
| Pièces             | 1999        | 2000        | 2001        | 2002        | 2003       | 2004        | 2005        | 2006       | 2007       | 2008       |
| 1 centime d'euro   | 235 200 000 | -           | 99 800 000  | -           | 10 030 404 | 180 000 000 | -           | 15 000 000 | 60 000 000 | -          |
| 2 centimes d'euro  | -           | 337 000 000 | -           | -           | 40 010 808 | 159 250 000 | -           | 30 000 000 | 70 000 000 | -          |
| 5 centimes d'euro  | 300 000 000 | -           | -           | -           | 30 056 908 | 80 000 000  | 110 000 000 | 35 000 000 | -          | -          |
| 10 centimes d'euro | 180 950 000 | -           | 145 750 000 | 90 830      | -          | 20 000 000  | 10 000 000  | -          | -          | -          |
| 20 centimes d'euro | -           | 181 000 000 | -           | 104 000 000 | 30 006 146 | 70 000 000  | 10 000 000  | 40 000 000 | 25 000 000 | 20 000 000 |
| 50 centimes d'euro | 197 000 000 | -           | -           | 50 019 648  | -          | 15 000 000  | -           | -          | 5 000 000  | 25 000 000 |
| 1 euro             | 160 000 000 | -           | -           | 84 526 660  | 6 000 000  | 15 000 000  | -           | -          | -          | 5 000 000  |
| 2 euros            | -           | 120 000 000 | -           | 50 000 000  | 30 030 404 | 60 000 000  | 10 500 000  | 20 000 000 | 35 000 000 | 25 000 000 |

### Pièces commémoratives de 2 euros
- 2005 : 5 900 000 de pièces émises (Union économique Belgo-Luxembourgeoise)[7]
- 2006 : 5 millions de pièces émises (Restauration de l'Atomium de Bruxelles)
- 2007 : 5 millions de pièces émises (Traité de Rome)
- 2008 : 5 millions de pièces émises (60 ans des Droits de l'Homme)
- 2009 : 5 millions de pièces émises (Bicentenaire de la naissance de Louis Braille)
- 2010 : 15 millions de pièces émises (Présidence Union européenne)
- 2011 : 5 millions de pièces émises (Centenaire de la Journée internationale des droits de la femme)
- 2012 : 5 millions de pièces émises (10 ans de l'Euro)[2]

## Espagne

### Pièces au modèle courant
| Pièces             | 1999        | 2000        | 2001        | 2002        | 2003        | 2004        | 2005        | 2006        | 2007        |
| 1 centime d'euro   | 721 050 000 | 83 450 000  | 130 950 000 | 141 222 031 | 670 678 210 | 206 743 000 | 435 052 923 | 36 390 000  | 384 000 000 |
| 2 centimes d'euro  | 291 750 000 | 711 350 000 | 463 150 000 | 4 222 301   | 31 778 210  | 206 743 000 | 243 252 923 | 262 700 000 | 185 300 000 |
| 5 centimes d'euro  | 483 550 000 | 399 950 000 | 216 150 000 | 8 422 301   | 327 778 210 | 258 743 000 | 346 652 923 | 142 800 000 | 247 100 000 |
| 10 centimes d'euro | 588 150 000 | 243 950 000 | 160 150 000 | 113 222 301 | 292 678 210 | 121 943 000 | 272 952 923 | 94 800 000  | 132 100 000 |
| 20 centimes d'euro | 762 350 000 | 29 350 000  | 146 650 000 | 91 622 301  | 4 278 210   | 3 943 000   | 4 052 923   | 102 000 000 | 46 500 000  |
| 50 centimes d'euro | 371 050 000 | 519 650 000 | 351 150 000 | 9 922 301   | 6 178 210   | 4 443 000   | 3 952 923   | 4 000 000   | 4 000 000   |
| 1 euro             | 100 250 000 | 89 350 000  | 259 150 000 | 335 722 301 | 297 578 210 | 98 743 000  | 74 252 923  | 101 600 000 | 150 600 000 |
| 2 euros            | 60 550 000  | 60 550 000  | 140 250 000 | 164 122 301 | 44 678 210  | 4 143 000   | 4 052 923   | 4 000 000   | 4 000 000   |

### Pièces commémoratives de 2 euros
- 2005 : 8 millions de pièces émises (Don Quichotte)
- 2007 : 8 millions de pièces émises (Traité de Rome)
- 2009 : 8 millions de pièces émises (Union économique et monétaire)
- 2010 : 8 millions de pièces émises (la mosquée de Cordoue)
- 2011 : 8 millions de pièces émises (la Cour des Lions de l'Alhambra, à Grenade)
- 2012 : 8 millions de pièces émises (10 ans de l'Euro)[2]

## France

### Pièces au modèle courant
| Années | 0,01        | 0,02        | 0,05        | 0,10        | 0,20        | 0,50        | 1 €         | 2 €         |
| 1999   | 794 016 000 | 702 069 000 | 616 192 000 | 447 249 600 | 454 291 200 | 105 753 600 | 301 050 000 | 56 695 000  |
| 2000   | 605 232 000 | 510 120 000 | 280 064 000 | 297 432 000 | 148 953 600 | 179 946 000 | 297 270 000 | 171 120 000 |
| 2001   | 300 756 580 | 249 075 580 | 217 289 477 | 144 478 261 | 256 307 120 | 276 252 274 | 150 216 624 | 237 915 793 |
| 2002   | 110 000     | -           | 186 283 000 | 206 646 000 | 191 996 000 | 226 384 000 | 129 324 000 | 153 606 000 |
| 2003   | 160 017 000 | 160 062 000 | 100 977 000 | 180 717 000 | -           | -           | -           | -           |
| 2004   | 400 032 000 | 300 024 000 | 60 162 000  | 1 468 800   | -           | -           | -           | -           |
| 2005   | 240 206 000 | 260 187 000 | 20 174 000  | 43 756 000  | -           | -           | -           | -           |
| 2006   | 343 010 000 | 283 177 000 | 132 049 000 | 60 223 000  | -           | -           | -           | -           |
| 2007   | 320 142 000 | 220 350 000 | 130 062 000 | 90 095 800  | 40 157 000  | -           | -           | -           |
| 2008   | 462 673 100 | 386 532 000 | 218 232 000 | 178 706 400 | 25 337 600  | -           | -           | -           |
| 2009   | 436 330 000 | 343 120 000 | 184 720 000 | 142 720 000 | 82 660 000  | -           | -           | -           |
| 2010   | 336 000 000 | 277 000 000 | 184 000 000 | 76 000 000  | 108 000 000 | -           | -           | -           |
| 2011   | 320 000 000 | 250 000 000 | 145 000 000 | 100 000 000 | 55 000 000  | -           | -           | 46 000 000  |
| 2012   | 359 000 000 | 278 000 000 | 139 000 000 | 77 000 000  | -           | -           | -           | 48 000 000  |
| 2013   | 275 000 000 | 218 000 000 | 142 000 000 | 135 000 000 | 27 000 000  | -           | -           | 28 000 000  |
| 2014   | 365 000 000 | 210 000 000 | 130 000 000 | 35 000 000  | 45 000 000  | -           | -           | 15 000 000  |
| 2015   | 287 000 000 | 199 000 000 | 97 000 000  | 71 000 000  | 28 000 000  | -           | -           | 26 000 000  |
| 2016   | 294 000 000 | 192 000 000 | 142 000 000 | 116 000 000 | -           | -           | -           | 16 000 000  |
| 2017   | 270 000 000 | 200 000 000 | 130 000 000 | 90 000 000  | 13 000 000  | -           | -           | 30 000 000  |
| 2018   | 207 000 000 | 142 000 000 | 76 000 000  | 99 000 000  | 80 000 000  | 27 000      | -           | 49 000 000  |
| 2019   | 176 762 000 | 161 280 000 | 105 930 000 | 77 011 000  | 60 825 000  | 17 760 000  | -           | 36 450 000  |
| 2020   |             |             |             |             |             |             | -           |             |
| 2021   |             |             |             |             |             |             | -           |             |
| 2022   |             |             |             |             |             |             | -           |             |
| 2023   |             |             |             |             |             |             | -           |             |
| 2024   |             |             |             |             |             |             | -           |             |

En raison d'une mauvaise estimation des besoins, certaines pièces ont été surproduites dans les premières années. Pour deux valeurs (50 centimes et 1 euro) une partie des stocks a été refondue et le reste écoulé progressivement ensuite. C'est ce qui explique les tirages nuls ou très faibles de certaines coupures pendant plusieurs années : 20 centimes de 2003 à 2006, 50 centimes de 2003 à 2017, 1 euro de 2003 à 2024, 2 euros de 2003 à 2010.
En 2004, les pièces de 10 centimes d'euro n'ont en principe été frappées que pour les coffrets BU (coffrets officiels « brillant universel »). Il semblerait toutefois que certaines pièces aient été produites et mises en circulation dans les DOM-TOM, pouvant rendre leur présence moins inhabituelle que prévu.

### Pièces commémoratives de 2 euros
- 2007 : 50e anniversaire du traité de Rome (9,60 millions de pièces émises)
- 2008 : Présidence française de l'UE (20,64 millions de pièces émises + 20 mille BU + 10 mille BE)
- 2009 : 10e anniversaire de l'Union économique et monétaire (10 millions de pièces émises + 20 mille BU + 10 mille BE)
- 2010 : 70e anniversaire de l'appel du 18 juin 1940 (20 millions de pièces émises + 10 mille BU + 10 mille BE)
- 2011 : 30e anniversaire de la fête de la musique 2011 (10 millions de pièces émises + 20 mille BU + 10 mille BE)
- 2012 :
  - 10e anniversaire de l'euro (10 millions de pièces émises + 10 mille BU + 10 mille BE)
  - 100e anniversaire de la naissance de l'abbé Pierre (1 million de pièces émises + 10 mille BU + 10 mille BE)
- 2013 :
  - 150e anniversaire de la naissance de Pierre de Coubertin (1 million de pièces émises + 10 mille BU + 10 mille BE)
  - 50e anniversaire du Traité de l'Élysée - Pièces communes avec le tirage par l'Allemagne (10 millions de pièces émises en France + 10,5 mille BU + 10 mille BE)
- 2014 :
  -  : 70e anniversaire du débarquement (3 millions de pièces émises + 10 mille BU + 10 mille BE)
  -  : Journée mondiale de lutte contre le sida (3 millions de pièces émises + 10 mille BU + 10 mille BE)
- 2015 :
  -  : 70 ans de paix en Europe (4 millions de pièces émises + 10 mille BU + 10 mille BE)
  -  : 30e anniversaire du drapeau européen (4 millions de pièces émises + 10 mille BU + 10 mille BE)
  -  : 225e anniversaire de la Fête de la Fédération (3,98 millions de pièces émises + 10 mille BU + 10 mille BE)
- 2016 :
  -  :  UEFA Euro 2016 (9,98 millions de pièces émises + 10 mille BU + 10 mille BE)
  -  : 100e anniversaire de la naissance de François Mitterrand (9,98 millions de pièces émises + 10 mille BU + 10 mille BE)
- 2017 :
  -  : 100e anniversaire de la mort d'Auguste Rodin (9,98 millions de pièces émises + 10 mille BU + 10 mille BE)
  -  : 25e anniversaire du ruban rose, lutte contre le cancer du sein (10 millions de pièces émises + 10 mille BU + 10 mille BE)
- 2018 :
  -  : Simone Veil (15 millions de pièces émises + 10 mille BU + 10 mille BE)
  -  : Bleuet de France, 100e anniversaire de la fin de la 1re guerre mondiale (10 millions de pièces émises + 10 mille BU + 10 mille BE)
- 2019 :
  -  : 60e anniversaire de la création d'Astérix (300 mille pièces émises BU + 10 mille BE)
  -  : 30e anniversaire de la chute du mur de Berlin (15 millions de pièces émises + 10 mille BU + 10 mille BE)
- 2020
  -  : 50e anniversaire de la mort de Charles de Gaulle (18,061 millions de pièces émises + 10 mille BU + 10 mille BE)
  -  : Recherche médicale (300 mille pièces émises BU + 10 mille BE)
- 2021
  -  : 75e anniversaire de l'UNICEF (7,5 millions de pièces émises + 10 mille BU + 10 mille BE)
  -  : JO Paris 2024 (500 mille pièces émises BU + 10 mille BE)
- 2022
  -  : Jacques Chirac (9 millions de pièces émises + 10 mille BU + 10 mille BE)
  -  : 35 ans du programme Erasmus (3,5 millions de pièces émises + 10 mille BU + 10 mille BE)
  -  : JO Paris 2024 (250 mille pièces émises BU + 10 mille BE)
- 2023
  -  : Coupe du monde rugby 2023 (15 millions de pièces émises + 10 mille BU + 10 mille BE))
  -  : JO Paris 2024 (250 mille pièces émises BU + 10 mille BE)
- 2024
  -  : JO Paris 2024 (24 millions de pièces émises[9] + 100 mille pièces émises BU + 10 mille BE)

### Pièces de collection de 10 euros des régions
Les tirages annoncés par la Monnaie de Paris sont les suivants :
| Région               | 2010    | 2011    | 2012    |
| Alsace               | 125 000 | 100 000 | 122 500 |
| Aquitaine            | 250 000 | 150 000 | 140 000 |
| Auvergne             | 100 000 | 80 000  | 122 500 |
| Basse-Normandie      | 100 000 | 100 000 | 70 000  |
| Bourgogne            | 100 000 | 80 000  | 122 500 |
| Bretagne             | 250 000 | 150 000 | 140 000 |
| Centre               | 100 000 | 80 000  | 140 000 |
| Champagne-Ardenne    | 50 000  | 50 000  | 70 000  |
| Corse                | 75 000  | 80 000  | 122 500 |
| Franche-Comté        | 75 000  | 80 000  | 70 000  |
| Haute-Normandie      | 100 000 | 80 000  | 122 500 |
| Île-de-France        | 500 000 | 310 000 | 420 000 |
| Languedoc-Roussillon | 200 000 | 120 000 | 122 500 |
| Limousin             | 75 000  | 80 000  | 70 000  |
| Lorraine             | 125 000 | 100 000 | 140 000 |
| Midi-Pyrénées        | 200 000 | 120 000 | 157 500 |
| Nord - Pas-de-Calais | 250 000 | 180 000 | 140 000 |
| PACA                 | 350 000 | 220 000 | 227 500 |
| Pays de la Loire     | 200 000 | 150 000 | 105 000 |
| Picardie             | 100 000 | 100 000 | 140 000 |
| Poitou-Charentes     | 100 000 | 100 000 | 105 000 |
| Rhône-Alpes          | 350 000 | 220 000 | 245 000 |
| Guadeloupe           | 50 000  | 50 000  | 70 000  |
| Guyane               | 50 000  | 50 000  | 70 000  |
| Martinique           | 50 000  | 50 000  | 70 000  |
| Mayotte              | 50 000* | 50 000  | 70 000  |
| Réunion              | 75 000  | 70 000  | 105 000 |

- La pièce de Mayotte version 2010 est sortie le 28 mars 2011.
- Ces pièces de 10 € sont en argent (900 ‰ en 2010 et 500 ‰ en 2011 et 2012) et ont été gravées par Joaquin Jimenez. Elles n'ont cours légal qu'en France.

## Italie
Le tableau ci-dessous présente les tirages des pièces en euro italiens frappées par l'IPZS (Istituto Poligrafico e Zecca dello Stato).
| Pièces             | 2002          | 2003       | 2004        | 2005        | 2006        | 2007        | 2008        | 2009        | 2010        | 2011        | 2012        |
| 1 centime d'euro   | 1 348 749 500 | 9 479 000  | 100 000 000 | 180 000 000 | 159 000 000 | 215 000 000 | 180 000 000 | 174 953 900 | 125 448 100 | 133 954 500 | 217 959 500 |
| 2 centimes d'euro  | 1 099 016 250 | 21 667 000 | 120 000 000 | 120 000 000 | 196 000 000 | 140 000 000 | 135 000 000 | 184 953 900 | 120 243 400 | 108 954 500 | 79 959 500  |
| 5 centimes d'euro  | 1 341 592 204 | 1 956 000  | 10 000 000  | 70 000 000  | 119 000 000 | 85 000 000  | 90 000 000  | 84 953 900  | 67 618 100  | 36 954 500  | 75 959 500  |
| 10 centimes d'euro | 1 142 233 000 | 29 826 000 | 5 000 000   | 100 000 000 | 180 000 000 | 105 000 000 | 105 000 000 | 105 953 900 | 91 328 400  | 75 954 500  | 99 959 500  |
| 20 centimes d'euro | 1 411 686 000 | 26 005 000 | 5 000 000   | 5 000 000   | 5 000 000   | 5 000 000   | 5 000 000   | 59 953 900  | 57 787 000  | 66 954 500  | 4 959 500   |
| 50 centimes d'euro | 1 136 568 000 | 44 675 000 | 5 000 000   | 5 000 000   | 5 000 000   | 5 000 000   | 5 000 000   | 2 453 900   | 2 453 900   | 4 954 500   | 4 959 500   |
| 1 euro             | 965 875 300   | 66 342 000 | 5 000 000   | 5 000 000   | 108 000 000 | 135 000 000 | 135 000 000 | 144 953 900 | 96 533 100  | 87 954 500  | 4 959 500   |
| 2 euros            | 463 552 200   | 36 210 000 | 23 000 000  | 80 000 000  | 50 000 000  | 10 000 000  | 5 000 000   | 1 953 900   | 5 788 100   | 13 954 500  | 26 959 500  |

### Pièces commémoratives de 2 euros
- 2004 : 16 millions de pièces émises (Programme alimentaire mondial)
- 2005 : 18 millions de pièces émises (Premier anniversaire de la Constitution européenne)
- 2006 : 40 millions de pièces émises (Jeux olympiques de Turin)
- 2007 : 5 millions de pièces émises (Traité de Rome)
- 2008 : 2,5 millions de pièces émises (60 ans de la Déclaration universelle des droits de l'homme)
- 2009 : 2 millions de pièces émises (bicentenaire de la naissance de Louis Braille)
- 2009 : 2 millions de pièces émises (Union économique et monétaire)
- 2010 : 4 millions de pièces émises (bicentenaire de la naissance du comte de Cavour)
- 2011 : 10 millions de pièces émises (150e anniversaire de l'unification)
- 2012 : 15 millions de pièces émises (10 ans de l'Euro)[2]

## Portugal
Le tableau ci-dessous présente les tirages des pièces en euro portugais frappées par la Imprensa Nacional - Casa da Moeda (INCM).
| Pièces             | 2002        | 2003       | 2004       | 2005       | 2006       |
| 1 centime d'euro   | 278 106 172 | -          | 75 000 000 | 40 000 000 | 30 000 000 |
| 2 centimes d'euro  | 324 376 590 | -          | 1 000 000  | 10 000 000 | 2 000 000  |
| 5 centimes d'euro  | 234 512 047 | -          | 40 000 000 | 30 000 000 | 20 000 000 |
| 10 centimes d'euro | 220 289 835 | 6 332 000  | 1 000 000  | 1 000 000  | 2 000 000  |
| 20 centimes d'euro | 147 411 038 | 9 493 600  | 1 000 000  | 25 000 000 | 20 000 000 |
| 50 centimes d'euro | 151 947 133 | 10 353 000 | 1 000 000  | 1 000 000  | 2 000 000  |
| 1 euro             | 100 228 135 | 16 206 875 | 20 000 000 | 20 000 000 | 20 000 000 |
| 2 euros            | 61 930 775  | 5 979 750  | 1 000 000  | 1 000 000  | 2 000 000  |

### Pièces commémoratives de 2 euros
- 2007 : 1 million de pièces émises (Présidence de l'Union européenne)
- 2008 : 1 million de pièces émises (60 ans de la Déclaration universelle des droits de l'homme)
- 2009 : 1,25 million de pièces émises (deuxièmes Jeux de la Lusophonie)
- 2010 : 2 millions de pièces émises (centenaire de la république)
- 2011 : 500 000 pièces émises (500 ans de la naissance de Fernand Mendes Pinto)
- 2012 : 520 000 pièces émises (10 ans de l'Euro)[2]

## Saint-Marin
Le tableau ci-dessous présente les tirages des pièces en euro de Saint-Marin frappées par l'IPZS (Istituto Poligrafico e Zecca dello Stato).
| Pièces             | 2002    | 2005    |
| 1 centime d'euro   | 120 000 | 70 000  |
| 2 centimes d'euro  | 120 000 | 210 000 |
| 5 centimes d'euro  | 120 000 | 70 000  |
| 10 centimes d'euro | 120 000 | 70 000  |
| 20 centimes d'euro | 307 400 | 370 000 |
| 50 centimes d'euro | 235 400 | 249 712 |
| 1 euro             | 291 800 | 70 000  |
| 2 euros            | 260 760 | 70 000  |

### Pièces commémoratives de 2 euros
- 2004 : 110 000 pièces émises (Bartolomeo Borghesi)
- 2005 : 130 000 pièces émises (Année mondiale de la physique)
- 2006 : 120 000 pièces émises (500e anniversaire de la mort de Christophe Colomb)
- 2007 : 130 000 pièces émises (Bicentenaire de la naissance de Giuseppe Garibaldi)
- 2008 : 130 000 pièces émises (Année européenne du dialogue interculturel)
- 2008 : 130 000 pièces émises (Année européenne de la créativité et de l'innovation)

## Sources

## Compléments